# Calle Salta (Tucumán)
La calle Provincia de Salta es una calle de San Miguel de Tucumán, Tucumán, Argentina. Se extiende, como avenida, desde la avenida Sarmiento hasta calle Santiago del Estero y desde allí, como calle, hasta su fin en avenida 24 de septiembre.

## Historia
La calle fue creada originalmente con el trazado colonial original de la ciudad en 1685 como calle de ronda del área fundacional de la ciudad, extendiéndose a su actual extensión como bulevar con el ensanche de la traza urbana en 1887. Durante el siglo XX se asentaron diversas residencias, como la casa Sucar (actual Casa Museo de la Ciudad) o instituciones como la Escuela Rivadavia o el ex Hospital de Niños, hoy en día sede del Ministerio de Educación provincial.
En 2019 se propuso implementar carriles exclusivos para el transporte público, mas no se llevó a cabo. En 2024, en marco del Plan Integral de Movilidad Urbana del municipio capitalino, se crearon carriles exclusivos para colectivos en toda su extensión continuando en avenida Jujuy. Este plan fue criticado por insuficiente por empresarios del transporte, vecinos y conductores de la zona.

## Sitios de interés
A lo largo de esta calle se desarrollan varios lugares de interés y emblemáticos:
- Ministerio de Educación de la Provincia de Tucumán
- Casa Sucar
- Seccional UPCN Tucumán
- Gendarmería Nacional Argentina Región IV
- Instituto Congreso de Tucumán
- Instituto Provincial de Lucha contra el Alcoholismo
- Escuela Rivadavia